# كاتارينا توماسيفيتش
كاتارينا توماسيفيتش (بالصربية: Катарина Томашевић) مواليد 6 فبراير 1984 في بلغراد، جمهورية يوغوسلافيا الاشتراكية الاتحادية، هي لاعبة كرة يد صربية تلعب كحارس مرمى. حققت المركز الثاني في بطولة العالم لكرة اليد للسيدات 2013.

## سجل المنافسة
شاركت في البطولات التالية:
- بطولة العالم لكرة اليد للسيدات 2013
- بطولة أوروبا لكرة اليد للسيدات 2012
- بطولة أوروبا لكرة اليد للسيدات 2014

## الإنجازات
- الدوري الصربي لكرة اليد للسيدات:
  - الفوز: 2011، 2012
- الدوري الألماني لكرة اليد للسيدات:
  - الفوز: 2013

## روابط خارجية
- كاتارينا توماسيفيتش على موقع الاتحاد الأوروبي لكرة اليد (الإنجليزية)